# Альберіко I да Романо
Альберіко I да Романо (італ. Alberico di Ecelo da Romano; кін.ХІ ст. — сер. ХІІ ст.) — військово-політичний діяч середньовічної Італії, 3-й сеньйор Онара та Романо-д'Еццеліно. 
Син Еццело I (засновника династії Еццеліні та 1-го сеньйор Онара та Романо-д'Еццеліно) та Гісли (з ломбардського роду). Сеньйорію успадкував після старшого брата Еццело ІІ і залишив у спадок своєму сину - Еццеліно I да Романо.